# بنية نظم

مثال على بنية أنظمة عالية المستوى لجهاز كمبيوتر

هندسة النظام هي النموذج المفاهيمي الذي يُحدد بنية النظام وسلوكه ووجهات النظر الخاصة به . أما وصف الهندسة، فهو تمثيل رسمي ومنظم للنظام، يُعد بطريقة تتيح تحليل هياكل وسلوكيات النظام.
يمكن أن تتكوّن هندسة النظام من مكونات النظام والأنظمة الفرعية المطوّرة، التي ستعمل معًا لتنفيذ النظام ككل. وقد بُذلت جهود لإضفاء الطابع الرسمي على اللغات لوصف بنية النظام، وتسمى هذه اللغات مجتمعة بلغات وصف البنية (ADLs). 

## ملخص
يمكن لمختلف المنظمات أن تُعرّف هندسة الانظمة بطرق مختلفة، منها:
- التنظيم الأساسي للنظام، الذي يتجسد في مكوناته، والعلاقات بينها وبين البيئة، والمبادئ التي تحكم تصميمه وتطوره.
- تمثيل لنظام، يتضمن توزيع الوظائف على مكونات الأجهزة والبرمجيات، وتعيين بنية البرنامج على بنية الأجهزة ، والتفاعل البشري مع هذه المكونات.
- ترتيب مخصص للعناصر الفيزيائية يُوفّر الحل التصميمي لمنتج استهلاكي أو لعملية دورة حياة تهدف إلى تلبية متطلبات الهيكلية الوظيفية وخط الأساس للمتطلبات. [2]
- تتكوّن الهندسة المعمارية من أهم الابتكارات والقرارات الاستراتيجية الشاملة عالية المستوى، إلى جانب المبررات المرتبطة بها، والمتعلقة بالبنية العامة للنظام (أي العناصر الأساسية وعلاقاتها) والخصائص والسلوكيات المرتبطة بها. [3]
- وصف لتصميم ومحتويات نظام الكمبيوتر . إذا تم توثيقها، فقد تتضمن معلومات مثل جرد مفصل للأجهزة والبرامج وقدرات الشبكات الحالية؛ ووصف للخطط طويلة المدى والأولويات للمشتريات المستقبلية، وخطة لترقية و/أو استبدال المعدات والبرامج القديمة.
- وصف رسمي للنظام، أو خطة مفصلة للنظام على مستوى المكونات لتوجيه تنفيذه.
- المركب من هندسة التصميم للمنتجات وعمليات دورة حياتها. [4]
- بنية المكونات، والعلاقات المتبادلة فيما بينها، والمبادئ والإرشادات التي تحكم تصميمها وتطورها بمرور الوقت.

يمكن اعتبار بنية النظام مجموعة من التمثيلات لنظام قائم أو مستقبلي. تبدأ هذه التمثيلات في البداية منظمة وظيفية عامة عالية المستوى، ثم يتم تنقيحها تدريجيا إلى أوصاف أكثر تفصيلا وملموسة.
يمكن اعتبار بنية النظام مجموعة من التمثيلات لنظام قائم أو مستقبلي. تبدأ هذه التمثيلات في البداية منظمة وظيفية عامة عالية المستوى، ثم يتم تنقيحها تدريجيا إلى أوصاف أكثر تفصيلا وملموسة.
تعبر هندسة النظام عن المحتوى المعلوماتي لعناصر النظام، والعلاقات بين هذه العناصر، والقواعد التي تحكم تلك العلاقات. قد تتكون مكونات المعمارية ومجموعة العلاقات بينها المكونات التي قد يتكون منها وصف العمارة من أجهزة أو برامج أو وثائق أو مرافق أو إجراءات يدوية أو أدوار تلعبها المنظمات أو الأشخاص.
تُركز هندسة النِظام بِشَكل أساسي على الواجهات الداخلية بين مكونات النظام أو الأنظمة الفرعية ، وعلى الواجهة أو الواجهات بين النظام وبيئته الخارجية، وخاصة المستخدم . (فِي الحالة الخاصة بأنظمة الحاسوب، تُعرف هذه الواجهة الخاصة بالأخير بواجهة الإنسان الحاسوبية ، والمعروفة ايضًا بواجهة الإنسان الحاسوبية، أو HCI ؛ والتي كانت تُسمى سابقًا واجهة الإنسان والآلة.)
يمكن التمييز بين بنية النظام و بهندسة هندسة النظام (SAE) - وهي الطريقة والانضباط لتنفيذ هندسة النظام بشكل فعاّل:
- SAE هي طريقة لأنها تحدد تسلسلًا من الخطوات  لإنتاج أو تغيير بنية النظام ضمن مجموعة من القيود .
- SAE هو نظام لأن مجموعة من المعارف تُستخدم لإرشاد الممارسين إلى أكثر الطرق فعالية لتصميم النظام ضمن نفس مجموعة القيود.

## تاريخ
تَعتمد هندسة أنظمة بِشكل كبير على الممارسات والتقنيات التي تم تطويرها عبر آلاف السنين في العديد من المجالات الأخرى، وربما يكون أهمها الهندسة المعمارية المدنية.
- قبل ظهور أجهزة الكمبيوتر الرقمية، كانت الإلكترونيات وغيرها من التخصصات الهندسية تستخدم مصطلح "النظام" كما هو مستخدم بشكل شائع حتى يومنا هذا. ومع ذلك، مع ظهور أجهزة الكمبيوتر الرقمية وتطور هندسة البرمجيات كتخصص منفصل، أصبح من الضروري في كثير من الأحيان التمييز بين القطع الأثرية للأجهزة الهندسية، والقطع الأثرية للبرمجيات، والقطع الأثرية المدمجة. إن أي قطعة أثرية قابلة للبرمجة ، أو آلة حاسوبية ، تفتقر إلى برنامج حاسوبي تكون عاجزة؛ وحتى القطعة الأثرية البرمجية، أو البرنامج، تكون عاجزة بنفس القدر ما لم يكن من الممكن استخدامها لتغيير الحالات المتسلسلة لآلة (أجهزة) مناسبة. ومع ذلك، يمكن تصميم جهاز ما وبرمجته لأداء عدد لا حصر له تقريبًا من المهام المجردة والمادية. في تخصصات هندسة الكمبيوتر والبرمجيات (وفي كثير من الأحيان، تخصصات هندسية أخرى، مثل الاتصالات)، أصبح مصطلح النظام يُعرَّف على أنه يحتوي على جميع العناصر الضرورية (والتي تشمل عمومًا كل من الأجهزة والبرامج) لأداء وظيفة مفيدة.
- وبالتالي، ففي هذه التخصصات الهندسية، يشير النظام عمومًا إلى آلة قابلة للبرمجة والبرنامج المتضمن فيها. ويتم تعريف مهندس النظم بأنه الشخص المعني بالجهاز بالكامل، سواء الأجهزة أو البرامج، وبشكل أكثر تحديدًا، جميع واجهات الجهاز، بما في ذلك تلك الموجودة بين الأجهزة والبرامج، وخاصة بين الجهاز بالكامل ومستخدمه (CHI). يتعامل مهندس الأجهزة (بشكل أو بآخر) حصريًا مع جهاز الأجهزة؛ ويتعامل مهندس البرمجيات (بشكل أو بآخر) حصريًا مع برنامج الكمبيوتر؛ ويكون مهندس النظم مسؤولاً عن التأكد من أن البرنامج قادر على العمل بشكل صحيح داخل جهاز الأجهزة، وأن النظام المكون من الكيانين قادر على التفاعل بشكل صحيح مع بيئته الخارجية، وخاصة المستخدم، وأداء وظيفته المقصودة.
- يستخدم هندسة النظام عناصر من البرمجيات والأجهزة ويتم استخدامها لتمكين تصميم مثل هذا النظام المركب. يمكن النظر إلى الهندسة المعمارية الجيدة باعتبارها " مخطط تقسيم" أو خوارزمية تقوم بتقسيم جميع متطلبات النظام الحالية والمتوقعة إلى مجموعة قابلة للتنفيذ من الأنظمة الفرعية المحدودة بشكل واضح دون ترك أي شيء متبقي. أي أنه نظام تقسيمي حصري وشامل وكامل . الغرض الرئيسي من التقسيم هو ترتيب العناصر في الأنظمة الفرعية بحيث يكون هناك حد أدنى من الترابطات المتبادلة المطلوبة فيما بينها. في كل من البرمجيات والأجهزة، يميل النظام الفرعي الجيد إلى أن يُنظر إليه على أنه "كائن" ذو معنى. علاوة على ذلك، توفر الهندسة المعمارية الجيدة إمكانية ربط البرنامج بسهولة بمتطلبات المستخدم واختبارات التحقق من صحة متطلبات المستخدم. من الناحية المثالية، توجد أيضًا خريطة لكل عنصر على الأقل لكل متطلب واختبار.

## الاتجاهات الحديثة في هندسة النظم
مع التزايد تعقيد الأنظمة الرقمية ، تطورت بنية الأنظمة الحديثة لتشمل مبادئ متقدمة مثل التجزئة الوظيفية والخدمات المصغرة والتحسينات المدفوعة بالذكاء الاصطناعي. كما أثرت الحوسبة السحابية والحوسبة الطرفية وتقنيات دفتر الأستاذ الموزع (DLTs) أيضًا على القرارات المعمارية، مما سمح بتصميمات أكثر قابلية للتطوير وأمانًا وتحملًا للأخطاء .
أحد أبرز التحولات في السنوات الأخيرة هو تبني الهندسة المعمارية المحددة بالبرمجيات (SDA) ، التي تفصل الأجهزة عن البرامج ، مما يجعل الأنظمة أكثر مرونة وقابلية للتكيف مع المتطلبات المتغيرة.  يظهر هذا الاتجاه بشكل خاص في هياكل الشبكات، حيث الشبكات المحددة بالبرمجيات (SDN)[بحاجة لمصدر] وتتيح تقنية المحاكاة الافتراضية لوظائف الشبكة (NFV) إدارة أكثر ديناميكية لموارد الشبكة . 
بالإضافة إلى ذلك، اكتسبت الهندسات النظامية المعززة بالذكاء الاصطناعي روجًا كبيرًا، حيث تستفيد من تقنيات التعلم الآلي في الصيانة التنبؤية ، واكتشاف الشذوذ ، وتحسين التلقائي للأنظمة . كما أدى ظهور الأنظمة السيبرانية الفيزيائية (CPS) والتوائم الرقمية إلى توسيع مبادئ بنية النظام إلى ما هو أبعد من الحوسبة التقليدية، ودمج البيانات الواقعية في النماذج الافتراضية لاتخاذ قرارات أفضل. 
مع ظهور الحوسبة على الحافة ، تركز هندسات النظم الآن على اللامركزية والمعالجة في الوقت الحقيقي ، مما يقلل الاعتماد على مراكز البيانات المركزية ويحسّن أداء التطبيقات الحساسة للزمن مثل المركبات الذاتية القيادة والروبوتات وشبكات إنترنت الأشياء . 
تستمر هذه التطورات في إعادة تعريف طرق تصميم الأنظمة، مما يؤدي إلى هندسات أكثر مرونة وقابلية للتطوير وذكاءً ومناسبة للعصر الرقمي.

## أنواع
توجد عدة أنواع من هياكل النظام، كل منها يَخدم مجالات وتطبيقات مختلفة. وعلى الرغم من اشتراك جميع هياكل النظام في المبادئ الأساسية المتعلقة بالهيكل والسلوك والتفاعل، إلا أنها تختلف في التصميم بناءً على الغرض المقصود منها. تم التعرف على العديد من أنواع هياكل الأنظمة (التي تستند إلى نفس المبادئ الأساسية ) على النحو التالي:
- هندسة الأجهزة: تحدد هندسة الأجهزة المكونات المادية للنظام، بما في ذلك المعالجات، وتسلسلات الذاكرة ، والحافلات، وواجهات الإدخال/الإخراج. وهو يشمل تصميم ودمج عناصر الأجهزة الحاسوبية لضمان الأداء والموثوقية وقابلية التوسع. [9]
- هندسة البرمجيات: تركز هندسة البرمجيات على التنظيم عالي المستوى لأنظمة البرمجيات، بما في ذلك الوحدات والمكونات وأنماط الاتصال. يلعب دورًا حاسمًا في تحديد سلوك النظام والأمان وقابلية الصيانة. [10] تتضمن الأمثلة الهندسة المعمارية المتجانسة، والخدمات المصغرة، والهندسة المعمارية الموجهة بالأحداث، والهندسة المعمارية متعددة الطبقات . [11] [7]
- هندسة المؤسسة: توفر هندسة المؤسسة مخططًا استراتيجيًا للبنية الأساسية لتكنولوجيا المعلومات في المؤسسة، مما يضمن توافق أهداف العمل مع الاستثمارات التكنولوجية. وهو يتضمن أطر عمل مثل TOGAF (إطار عمل مجموعة الهندسة المعمارية المفتوحة) وإطار عمل Zachman لتوحيد معايير حوكمة تكنولوجيا المعلومات والعمليات التجارية. [12] [13]
- هندسة الأنظمة التعاونية: تتضمن هذه الفئة أنظمة مترابطة واسعة النطاق مصممة للتفاعل السلس بين كيانات متعددة. وتشمل الأمثلة الإنترنت ، وأنظمة النقل الذكية ، وشبكات مراقبة الحركة الجوية ، وأنظمة الدفاع . تؤكد هذه البنيات على قابلية التشغيل البيني والتحكم الموزع والمرونة .
- هندسة أنظمة التصنيع: تدمج هندسة أنظمة التصنيع الأتمتة والروبوتات وإنترنت الأشياء واتخاذ القرارات القائمة على الذكاء الاصطناعي لتحسين سير عمل الإنتاج. تتضمن الاتجاهات الناشئة الصناعة 4.0 ، والأنظمة السيبرانية الفيزيائية (CPS)، والتوائم الرقمية ، مما يتيح الصيانة التنبؤية والمراقبة في الوقت الفعلي. [14]
- هندسة الحوسبة السحابية والحوسبة الحافة: مع التحول نحو البنى التحتية المستندة إلى السحابة، تحدد هندسة السحابة كيفية توزيع الموارد عبر مراكز البيانات والبيئات الافتراضية. يمتد هذا إلى هندسة الحوسبة الحافة من خلال معالجة البيانات بشكل أقرب إلى المصدر، مما يقلل من زمن الوصول للتطبيقات مثل المركبات ذاتية القيادة، والأتمتة الصناعية، والمدن الذكية. [8]
- هندسة النظام المعتمدة على الذكاء الاصطناعي: تعمل الهندسة المعتمدة على الذكاء الاصطناعي والتعلم الآلي على تحسين عملية اتخاذ القرار من خلال التكيف ديناميكيًا مع سلوك النظام استنادًا إلى البيانات في الوقت الفعلي. يتم استخدامه على نطاق واسع في الأنظمة المستقلة والأمن السيبراني والأتمتة الذكية

## روابط خارجية
- مبادئ هندسة النظام
- ما هي هندسة النظم ؟
- مجموعة عمل هندسة أنظمة INCOSE
- مجلة هندسة النظم (تصميم البرمجيات المضمنة)